# 克拉穆瓦西
克拉穆瓦西（法語：Cramoisy，法語發音：[kʁamwazi]）是法国瓦兹省的一个市镇，属于桑利斯区。

## 地理
克拉穆瓦西（49°15'19"N, 2°24'5"E）面积6.3 平方千米，位于法国上法蘭西大區瓦兹省，该省份为法国北部内陆省份，北起索姆省，西接厄尔省和滨海塞纳省，南至塞纳-马恩省和瓦兹河谷省，东临埃纳省。
与克拉穆瓦西接壤的市镇（或旧市镇、城区）包括：圣瓦斯特莱梅洛、迈塞勒、蒙塔泰尔、圣勒代斯朗、蒂韦尔尼。

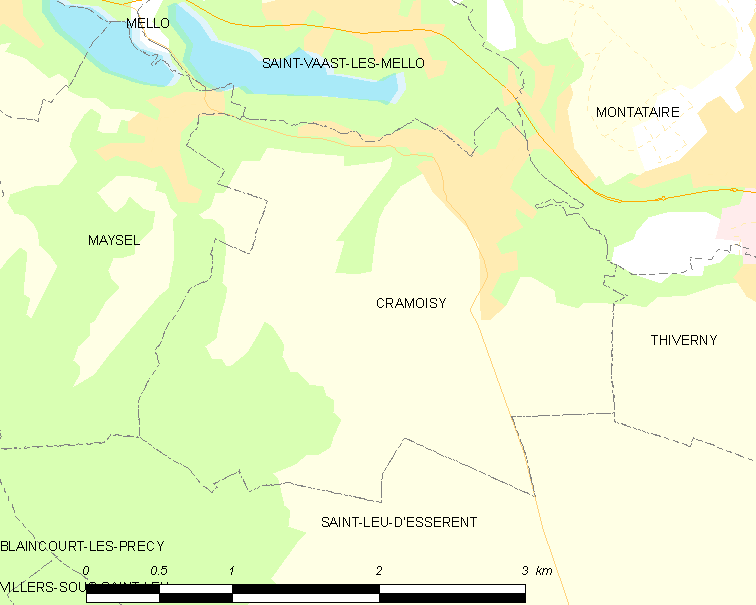
克拉穆瓦西的OSM定位图

克拉穆瓦西的时区为UTC+01:00、UTC+02:00（夏令时）。

## 行政
克拉穆瓦西的邮政编码为60660，INSEE市镇编码为60173。

## 政治
克拉穆瓦西所属的省级选区为蒙塔泰尔县。

## 人口

1962-2008年间克拉穆瓦西人口变化图示

克拉穆瓦西于2022年1月1日时的人口数量为804人。